# Famcucine-Campagnolo
La Famcucine-Campagnolo era una squadra maschile italiana di ciclismo su strada, attiva nel professionismo dal 1980 al 1982. Sponsorizzata dall'azienda aretina di cucine Famcucine, fu diretta dall'ex ciclista Luciano Pezzi e capitanata, nel biennio 1981-1982, da Francesco Moser.

## Storia
La squadra nacque a inizio 1980 dall'impegno di Famcucine, azienda di cucine di Loro Ciuffenna (AR) guidata dall'imprenditore Lidio Fabiani. Già secondo sponsor della Magniflex-Famcucine nel 1979, Fabiani affidò al ds della Magniflex Luciano Pezzi l'incarico di formare una nuova squadra. Pezzi si affidò a telai Guerciotti (produzione Alan) e per la nuova stagione mise sotto contratto tredici ciclisti rimasti senza contratto, tra cui Alfio Vandi, proveniente dalla stessa Magniflex. Durante l'anno arrivarono però solo piazzamenti, ma nessuna vittoria di rilievo.
Per il 1981 Fabiani, deciso ad ampliare il proprio impegno nel ciclismo, si accordò con Campagnolo e mise sotto contratto l'affermato campione Francesco Moser, che portò con sé dalla dismessa Sanson anche quattro gregari, il ds Giorgio Vannucci da affiancare a Pezzi e la fornitura di telai a marchio Moser. In stagione il trentino conquistò la Tirreno-Adriatico, il titolo italiano individuale a Compiano (oltre a quello a squadre a fine anno) e la Coppa Agostoni; al Giro d'Italia vestì la maglia rosa per quattro giorni e vinse in solitaria la tappa di Salsomaggiore Terme, ma si staccò dai migliori già dopo dieci tappe e dovette accontentarsi del 21º posto finale. Nello stesso Giro Palmiro Masciarelli, e Claudio Torelli si aggiudicarono una tappa ciascuno.
Nel 1982 la squadra fu consolidata sul blocco della stagione 1981, con l'innesto di Giovanni Mantovani dalla Hoonved-Bottecchia. Durante l'anno Moser conquistò il Giro di Campania, il Tour de Midi-Pyrénées e il Giro di Toscana, e due tappe e la classifica a punti al Giro d'Italia; nella classifica generale della "Corsa rosa", pur vestendo la maglia di leader per cinque giorni, il trentino concluse solo ottavo. In agosto Mantovani vinse la Milano-Vignola, e nello stesso mese il team ottenne anche il secondo titolo italiano consecutivo a squadre.
Nonostante i risultati, a fine 1982 Fabiani decise di ritirare la sua Famcucine dal ciclismo professionistico per continuare solo con l'attività tra i dilettanti; il gruppo sportivo venne sciolto e in parte riassorbito dalla rinnovata Gis Gelati-Campagnolo, capitanata da Moser, arricchita da sette altri ex Famcucine e diretta in ammiraglia da Vannucci.

## Cronistoria

### Annuario
| Anno | Codice | Nome                 | Cat. | Biciclette | Dirigenza                                      |
| ---- | ------ | -------------------- | ---- | ---------- | ---------------------------------------------- |
| 1980 | -      | Famcucine-Campagnolo | Pro  | Guerciotti | Dir. sportivi: Luciano Pezzi                   |
| 1981 | -      | Famcucine-Campagnolo | Pro  | Moser      | Dir. sportivi: Luciano Pezzi, Giorgio Vannucci |
| 1982 | -      | Famcucine-Campagnolo | Pro  | Moser      | Dir. sportivi: Luciano Pezzi, Giorgio Vannucci |

## Palmarès

### Grandi Giri
- Giro d'Italia

Partecipazioni: 3 (1980, 1981, 1982)
Vittorie di tappa: 5
1981: 3 (Masciarelli, Moser, Torelli)
1982: 2 (2 Francesco Moser)
Vittorie finali: 0
Altre classifiche: 1
1982: Punti (Francesco Moser)
- Tour de France

Partecipazioni: 0
- Vuelta a España

Partecipazioni: 0

### Campionati nazionali
- Campionati italiani: 1

In linea: 1981 (Francesco Moser)